# Айос-Димитриос (Козани)
А́йос-Дими́триос (греч. Άγιος Δημήτριος) — село в Греции, у юго-западного подножья Вермиона, в 22 км к юго-востоку от Козани. Административно относится к общине Козани периферийной единицы Козани в периферии Западная Македония. Население 830 человек по переписи 2011 года.

## История
В османское время называлось Топчилар (тур. Topçilar, греч. Τοπτσιλάρ). Турецкое население принудительно выселено во время греко-турецкого обмена населением. Топчилар заселён греческим населением, выселенным из Восточной Фракии и Понта. В 1927 году (ΦΕΚ 18Α) переименован в Айос-Димитриос.

## Энергетика

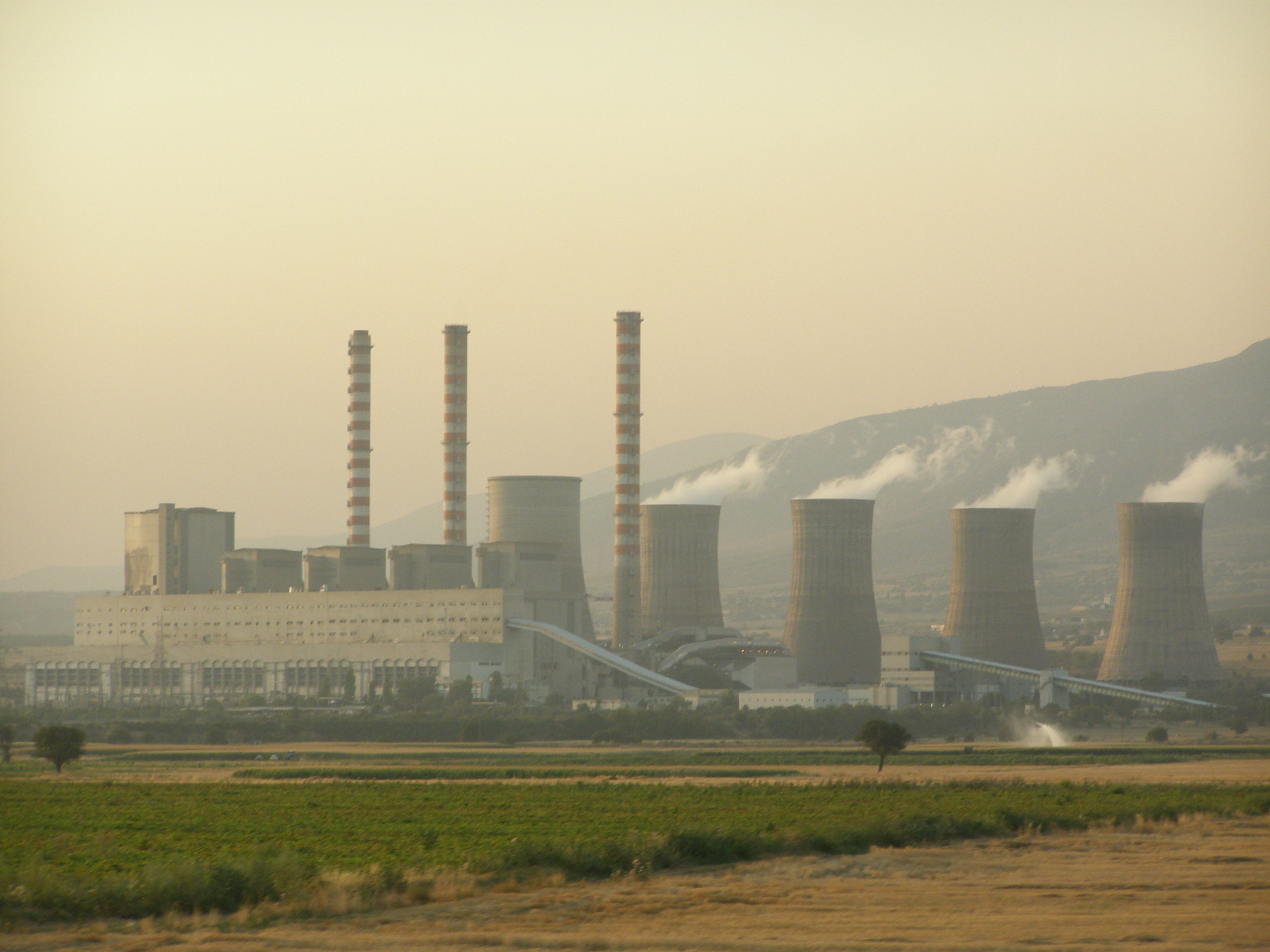
ТЭС Айос-Димитриос

К западу от села расположены угольные разрезы, на которых открытым способом добываются лигниты.
К югу от села находится ТЭС Айос-Димитриос, работающая на местных лигнитах Птолемаисского бассейна. ТЭС построена при участии СССР. Первоначально установлены два блока по 300 МВт каждый. Государственное внешнеэкономическое объединение «Энергомашэкспорт» поставило турбины К-300-170 мощностью 310 МВт, генераторы ТВВ-320 мощностью 300 МВт, изготовленные в 1983 году Ленинградским металлическим заводом и прочее вспомогательное оборудование машинного зала. Блоки укомплектованы котлами французского завода Stein Industrie в Лис-ле-Ланнуа (закрыт в 2003 году), входившего в группу Alstom (ныне General Electric).
Затем были установлены блоки III и IV по 310 МВт. Проект выполнило Ивановское отделение института «Теплоэлектропроект» (ныне «Зарубежэнергопроект»). Проектную и рабочую документацию выполнил в 1985—1986 годах Мосэнергопроект. Введены в эксплуатацию в 1986 году. В 1994 году введён в эксплуатацию отпуск тепла 40 МВт для теплофикации города Козани.
31 марта 1993 года подписан контракт c Ansaldo GIE, которая поставила паровую турбину и генератор, Austrian Energy & Environment (ныне Andritz AG), которая поставила котёл, и Aegek SA, которая выполняла строительные работы, на сооружение блока V мощностью 365 МВт с отпуском тепла 70 МВт. Введён в эксплуатацию в 1997 году.
Установлены три дымовые трубы высотой 200 м.
Установленная мощность 1595 МВт. Владелец — Государственная энергетическая корпорация Греции (ΔΕΗ).
К ТЭС построена промышленная железная дорога от железной дороги Козани – Аминдеон.
Блоки III—V ТЭС отпускают тепло в систему централизованного теплоснабжения города Козани.

## Сообщество Айос-Димитриос
Сообщество Топчилар создано в 1918 году (ΦΕΚ 260Α). В 1927 году (ΦΕΚ 18Α) переименовано в Айос-Димитриос. В сообщество входит два населённых пункта. Население 831 человек по переписи 2011 года. Площадь 37,33 км². 
| Наименование   | Население (2011), человек |
| -------------- | ------------------------- |
| Айос-Димитриос | 830                       |
| Айо-Пневма     | 1                         |

## Население
| Год  | Население, человек |
| ---- | ------------------ |
| 1991 | 1031               |
| 2001 | 987                |
| 2011 | ↘ 830              |